# Kleánthis Paleológos
Kleánthis Paleológos (grec moderne : Κλεάνθης Παλαιολόγος ; 1902 - 1990)  était un athlète grec, entraîneur et écrivain.

## Βiographie
Né en 1902 et a grandi à Mytilène. Il a travaillé comme entraîneur de football, la natation et l'athlétisme dans de nombreux clubs sportifs et équipes nationales. Il a été pendant 15 ans membre de l'administration de la Fédération d'athlétisme, membre du Comité olympique grec (HOC) et vice-président des entraîneurs d'athlétisme Association. Il a été membre fondateur et conférencier permanent du Comité international olympique et vice-président dans la dernière décennie de son mandat. Depuis 10 ans, il a été secrétaire général de la Fédération internationale des entraîneurs sportifs (OACI). Il est décédé le 25 août 1990. Kleánthis Paleológos honoré par l'État grec avec la médaille de Commandeur du Phénix.